# Сабатинівська сільська рада
| Сабатинівська сільська рада — орган місцевого самоврядування у Благовіщенському районі Кіровоградської області з адміністративним центром у с. Сабатинівка. Сільській раді підпорядковані населені пункти: - с. Сабатинівка |

## Склад ради
Рада складається з 12 депутатів та голови.

### Керівний склад ради
| ПІБ                            | Основні відомості                                                                                  | Дата обрання | Дата звільнення |
| ------------------------------ | -------------------------------------------------------------------------------------------------- | ------------ | --------------- |
| Барська Алла Володимирівна     | Сільський голова, 1966 року народження, освіта, позапартійна                                       | 26.03.2006   | 31.10.2010      |
| Харлатюк Олександр Миколайович | Сільський голова, 1970 року народження, освіта вища, член Всеукраїнського об'єднання 'Батьківщина' | 31.10.2010   |                 |

Примітка: таблиця складена за даними джерела

## Населення
Згідно з переписом УРСР 1989 року чисельність наявного населення сільської ради становила 1283 особи, з яких 545 чоловіків та 738 жінок.
За переписом населення України 2001 року в сільській раді мешкали 1174 особи.

### Мова
Розподіл населення за рідною мовою за даними перепису 2001 року:
| Мова       | Відсоток |
| ---------- | -------- |
| українська | 95,92 %  |
| російська  | 2,21 %   |
| молдовська | 1,28 %   |
| вірменська | 0,17 %   |
| болгарська | 0,09 %   |
| інші       | 0,33 %   |